# Smosh
Smosh je americký YouTube kanál zaměřující se na skeče, komedii a improvizaci, nezávislá produkční společnost a bývalá sociální síť, kterou založili Anthony Padilla a Ian Hecox.

## Historie
V roce 2002 vytvořil Padilla webové stránky s názvem „smosh.com“ pro tvorbu animací ve formátu Flash, později se k němu připojil Hecox. Na podzim roku 2005 začali zveřejňovat videa na YouTube a rychle se stali jedním z nejoblíbenějších kanálů na této stránce.

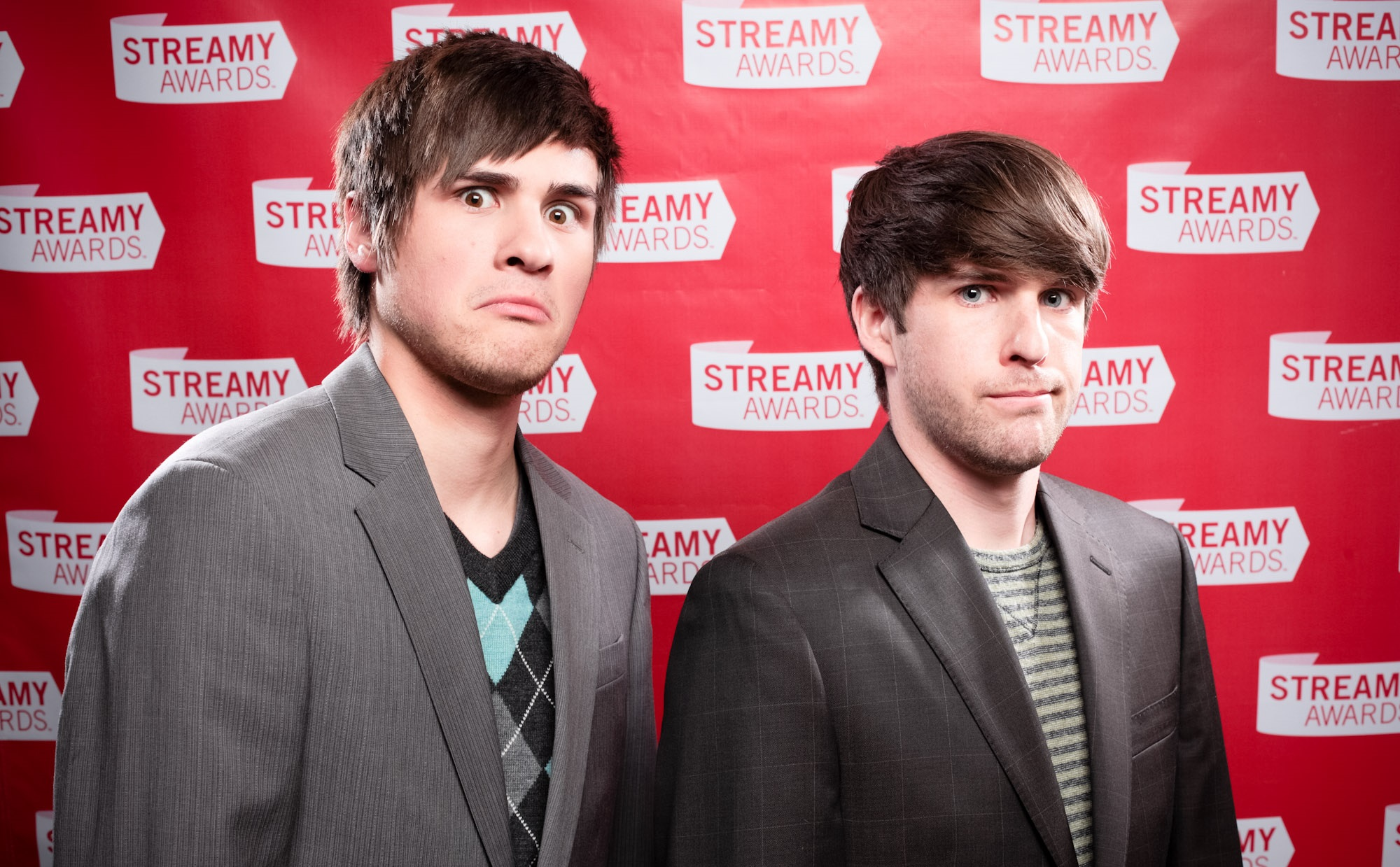
Padilla (vlevo) a Hecox (vpravo) na 2. ročníku Streamy Awards 2010

Od roku 2012 rozšířili své působení na více kanálů, včetně španělsky mluveného kanálu (ElSmosh), kanálu zaměřeného na herní obsah (Smosh Games) a kanálu zaměřeného na rozmanitost (Smosh Pit). Do skupiny přišel větší počet členů, kteří pracují na novém obsahu. Kanál Smosh zažil tři různá období jako nejvíce odebíraný kanál YouTube. První období trvalo od května do června 2006, druhé od dubna 2007 do září 2008 a třetí období od ledna do srpna 2013.
V roce 2017 Padilla z kanálu odešel. Začal se věnovat nezávislým aktivitám a zaměřil se na svůj vlastní kanál. Dne 6. listopadu 2018 mateřská společnost Smosh Defy Media náhle a bez varování ukončila činnost. O šest dní později vydali členové kanálu video, ve kterém oznámili, že produkce obsahu Smosh, Smosh Pit a Smosh Games stále pokračuje, že stávající videa budou dokončena a další obsah budou vydávat samostatně na svých kanálech.
Následně se připojili k Mythical Entertainment, když jejich společnost 22. února 2019 koupila jiná společnost Rhett & Link.
Po čtyřech letech vlastnictví bylo v červnu 2023 oznámeno, že se Padilla vrátil na kanál a že spolu s Hecoxem odkoupil společnost od Mythicalu zpět, čímž Smosh znovu založil jako nezávislý subjekt.

## Další projekty

#### Videohry
Společnost Smosh se zaměřila na různé podniky související s digitálními médii, včetně vývoje aplikací a her.

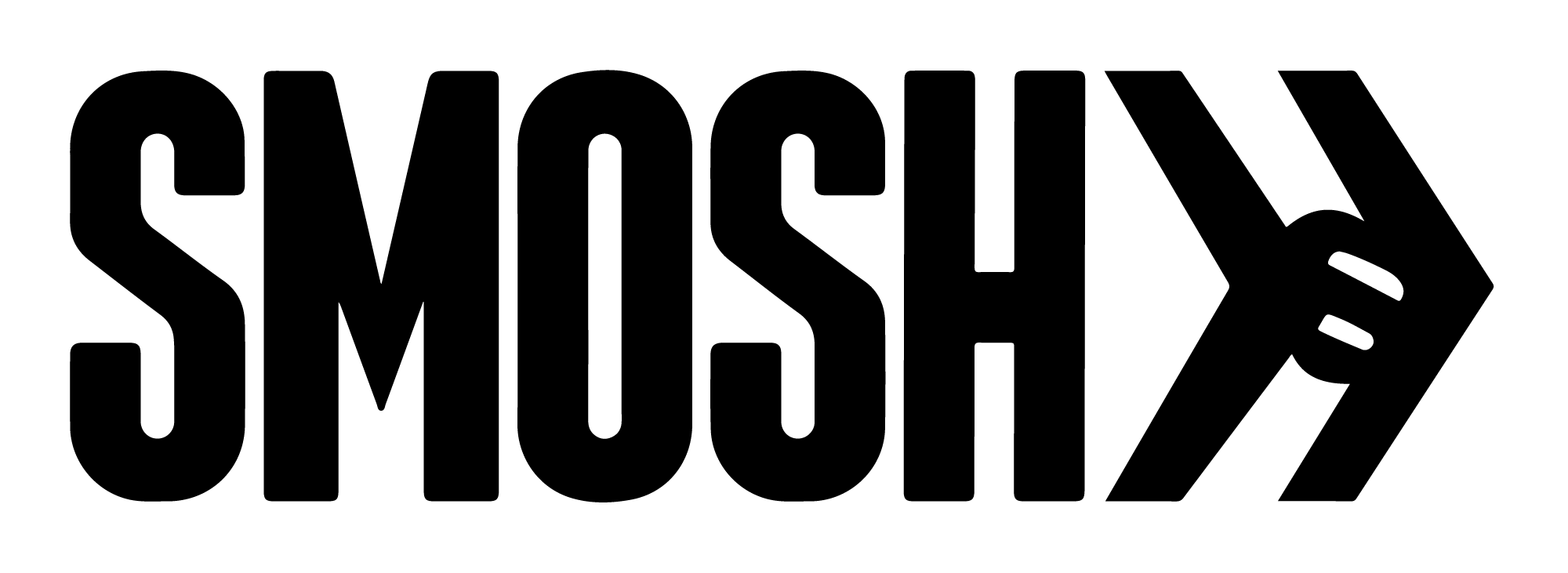
Logo z roku 2023

V únoru 2013 vydala videohru Super Head Esploder X pro iOS, která se během prvního týdne stala nejstahovanější hrou v App Store. Téhož roku v červenci také zahájila kampaň pro hru Food Battle: Hecox.

#### Knihy
V roce 2013 vytvořili časopis Smosh, který se skládal z komiksů, rozhovorů a obsahu ze zákulisí. Později vydali i šestidílnou komiksovou sérii „Super Virgin Squad“.

#### Film
V roce 2015 vydali svůj film Smosh: The Movie.

## Členové

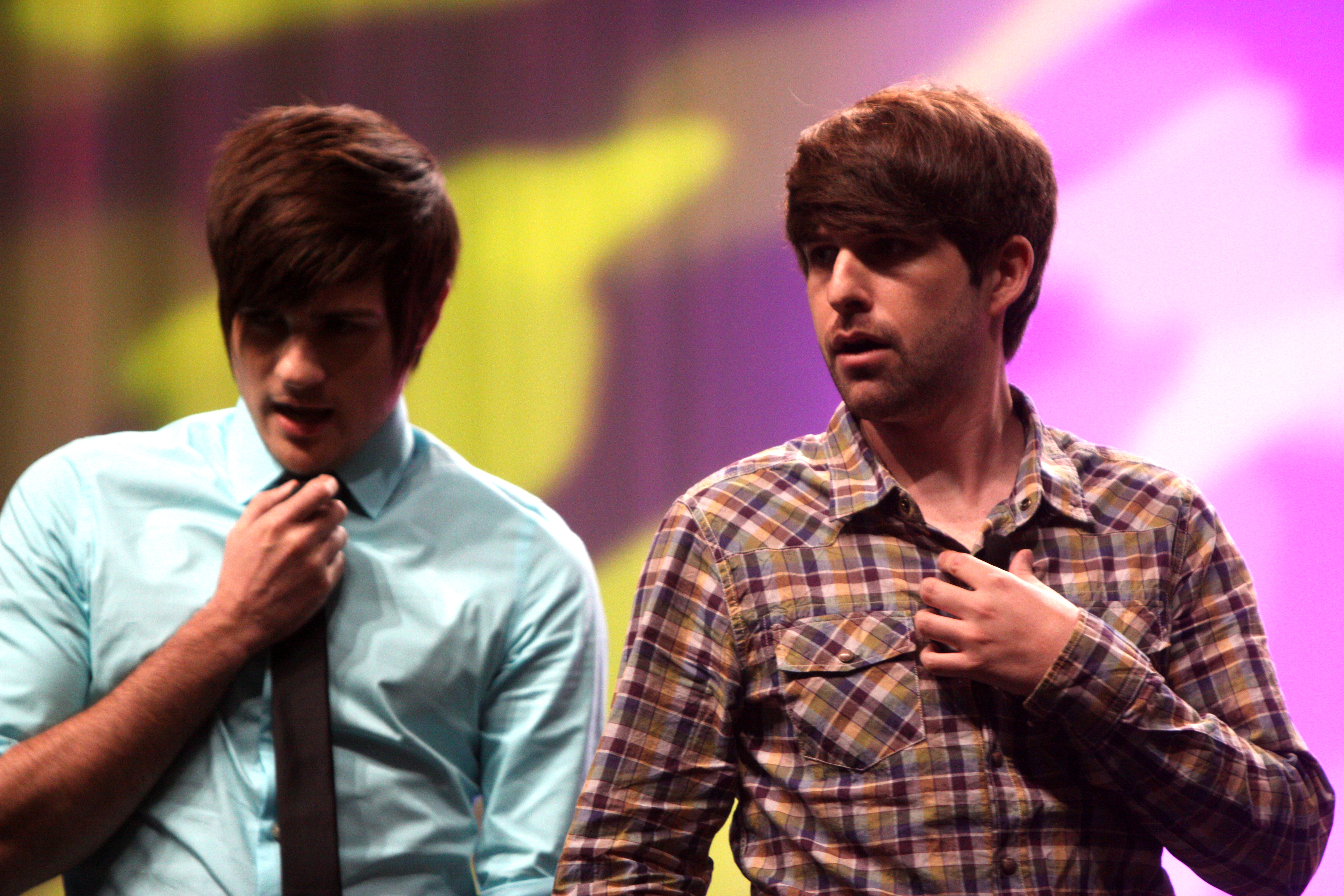
Hecox (vlevo) a Padilla (vpravo) vystupují na Vidconu 2012

| Členové            | Časová osa                 |
| ------------------ | -------------------------- |
| Ian Hecox          | 2005–současnost            |
| Anthony Padilla    | 2005–2017, 2023–současnost |
| Keith Leak Jr.     | 2014–současnost            |
| Olivia Sui         | 2015–současnost            |
| Noah Grossman      | 2015–současnost            |
| Courtney Miller    | 2015–současnost            |
| Shayne Topp        | 2015–současnost            |
| Damien Haas        | 2017–současnost            |
| Amanda Lehan-Canto | 2020–současnost            |
| Chanse McCrary     | 2022–současnost            |
| Arasha Lalani      | 2022–současnost            |
| Angela Giarratana  | 2022–současnost            |
| Tommy Bowe         | 2024–současnost            |
| Trevor Evarts      | 2024–současnost            |

## Ocenění
| Rok  | Ocenění              | Kategorie                                   | Oceněný                            | Výsledek |
| ---- | -------------------- | ------------------------------------------- | ---------------------------------- | -------- |
| 2007 | YouTube Awards       | Comedy                                      | "Smosh Short 2: Stranded"          | Výhra    |
| 2009 | Webby Awards         | Experimental & Weird                        | "Sex Ed Rocks"                     | Nominace |
| 2010 | Webby Awards         | Viral                                       | "If Movies Were Real"              | Nominace |
| 2013 | Streamy Awards       | Best Comedy Series                          | Smosh                              | Nominace |
| 2013 | Streamy Awards       | Audience Choice for Personality of the Year | Smosh                              | Nominace |
| 2013 | Streamy Awards       | Best Animated Series                        | Oishi High School Battle           | Nominace |
| 2013 | Webby Awards         | Branded Entertainment Short Form            | "Ultimate Assassin's Creed 3 Song" | Nominace |
| 2013 | Social Star Awards   | Most Popular Social Show                    | Smosh                              | Nominace |
| 2013 | Social Star Awards   | North American Social Media Star            | Smosh                              | Výhra    |
| 2014 | Streamy Awards       | Best Comedy Channel, Show, or Series        | Smosh                              | Nominace |
| 2014 | Streamy Awards       | Best Gaming Channel, Show, or Series        | Smosh Games                        | Výhra    |
| 2015 | Annual Shorty Awards | YouTube Star of the Year presented by A&E   | Smosh                              | Výhra    |
| 2015 | Streamy Awards       | Show of the Year                            | Smosh                              | Nominace |
| 2015 | Streamy Awards       | Best Gaming Channel, Show, or Series        | Smosh Games                        | Nominace |
| 2016 | Webby Awards         | Gaming (channel)                            | Smosh Games                        | Výhra    |
| 2016 | Streamy Awards       | Gaming                                      | Smosh Games                        | Nominace |
| 2016 | Streamy Awards       | Food                                        | Put it in My Mouth                 | Nominace |
| 2017 | Streamy Awards       | Live                                        | Smosh Live                         | Výhra    |
| 2017 | Streamy Awards       | Gaming                                      | Smosh Games                        | Výhra    |

## Diskografie
| Název                    | Rok vydání |            |      |
| ------------------------ | ---------- | ---------- | ---- |
| Název                    | Rok vydání | Sexy Album | 2010 |
| If Music Were Real       | 2011       |            |      |
| Smoshtastic              | 2012       |            |      |
| The Sweet Sound of Smosh | 2013       |            |      |
| Shut Up! and Listen      | 2015       |            |      |